# Miss 600
Miss 600 - duet brytyjski z Derby wykonujący popularną muzykę akustyczną, głównie jako mieszankę popu i jazzu.

## Skład
- Hannah Garner - wokale;
- David Amar - multiinstrumentalista (głównie używane instrumenty: gitara, bas, perkusja)

## Kariera
Hannah Garner i David Amar zaczęli współpracę w 2009 r. i bardzo szybko wypracowali sobie pozycję, regularnie grając koncerty w Derby. Tam podczas jednego z występów w „Ryan’s Bar” zostali zauważeni przez Jamesa Morrisona, który z kolei polecił ich swoim producentom. Wokalistka zebrała również wielu słuchaczy w serwisie YouTube, publikując w sieci śpiewane a capella własne interpretacje piosenek innych wykonawców.

## Dyskografia

### Albumy
- 2011: Buying Time (Cubit Recordings)

### Single
- 2011: "Twist"
- 2012: "Typically Me"